# Chgrp

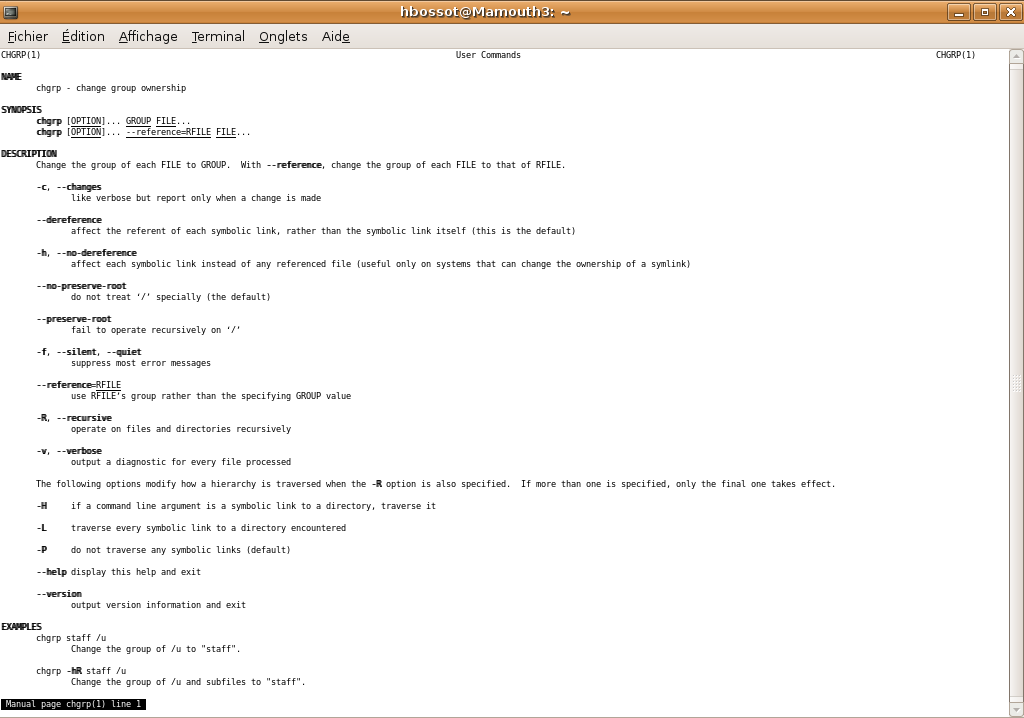
Capture d'écran de la page de manuel en anglais de la commande chgrp

La commande Unix chgrp permet de changer le groupe d'utilisateur possédant un fichier ou un dossier. Tout comme chown, la commande n'est pas réservée à l'utilisateur root (équivalent des droits « administrateur », sous Windows) à condition que l'utilisateur (qui veut l'utiliser) fasse lui-même partie du groupe de destination.

## Usage
La syntaxe générale de la commande chgrp est la suivante:
```
 
chgrp
 
''
groupe
''
 
''
cible1
''
 
[
''
cible2
''
 
..
]

```

- Le paramètre groupe indique le nouveau groupe avec lequel la cible doit être associée.
- Le paramètre cible1 indique le fichier ou le répertoire à modifier.
- Le paramètre cible2 indique un fichier ou un répertoire supplémentaire à modifier.